# Tiểu động mạch
Tiểu động mạch là một mạch máu có đường kính nhỏ trong vi tuần hoàn, chúng mở rộng và phân nhánh từ động mạch và dẫn đến các mao mạch.
Các tiểu động mạch có các thành cơ (thường chỉ gồm một đến hai lớp cơ trơn) và là vị trí chính cho sức cản mạch máu. Sự thay đổi lớn nhất trong huyết áp và vận tốc của lưu lượng máu xảy ra ở nơi chuyển tiếp của tiểu động mạch đến mao mạch.

## Cấu trúc

### Vi giải phẫu
Trong một hệ thống mạch ở người khỏe mạnh, các tế bào nội mô nối tất cả các bề mặt mà tiếp xúc với máu, bao gồm các tiểu động mạch, động mạch, tĩnh mạch, mao mạch và trong các ngăn tim. Tình trạng khỏe mạnh này được thúc đẩy bởi sự sản xuất dồi dào nitric oxit bởi các tế bào nội mô, điều này đòi hỏi các phản ứng sinh hóa được điều hòa bởi sự cân bằng phức tạp của các polyphenol, các enzyme tổng hợp nitric oxide synthase và L-arginine. Ngoài ra có sự kết nối điện và hóa học trực tiếp thông qua các mối nối hở giữa các tế bào nội mô và cơ trơn mạch máu.

## Sinh lý

### Huyết áp
Huyết áp của máu trong động mạch cung cấp cho cơ thể là kết quả của công cần thiết để bơm máu từ tim, vượt qua sức cản mạch máu, thường được gọi là tổng sức cản ngoại vi bởi bác sĩ và nhà nghiên cứu. Sự tăng trong lớp giữa đến tỷ lệ đường kính lòng mạch đã được quan sát thấy trong các tiểu động mạch huyết áp cao (xơ cứng động mạch) như các thành mạch máu dày hơn và/hoặc đường kính lòng mạch giảm.
Biến động lên và xuống của huyết áp động mạch là do tính chất động học của máu khi được bơm từ tim ra và được xác định bởi sự tương tác của thể tích tâm thu với thể tích và độ co giãn của các động mạch chính.
Vận tốc dòng chảy giảm trong các mao mạch làm tăng huyết áp, theo nguyên tắc Bernoulli. Điều này tạo điều kiện để khí và chất dinh dưỡng để di chuyển từ máu đến các tế bào, do áp suất thẩm thấu thấp hơn bên ngoài mao mạch. Quá trình ngược lại xảy ra khi máu rời khỏi các mao mạch và đi vào các tĩnh mạch, nơi huyết áp giảm xuống do sự gia tăng tốc độ dòng chảy. Các tiểu động mạch có thể được điều hòa hệ thần kinh tự động và đáp ứng với các hormone tuần hoàn khác nhau để điều chỉnh đường kính của chúng. Các mạch máu võng mạc không có những kích thích giao cảm có chức năng.